# Legnano (Unternehmen)
Legnano war ein italienischer Fahrrad- und Rennradhersteller. Das Unternehmen wurde 1987 von Bianchi übernommen, welches bis heute unter der Marke Legnano hochwertige Renn- und Sporträder vertreibt.

## Geschichte
Das Unternehmen Legnano wurde 1902 von Vittorio Rossi im gleichnamigen Ort gegründet, der 1906 begann, Fahrräder herzustellen. Nach dem Ersten Weltkrieg kaufte Emilio Bozzi, der Besitzer der Marken Frejus und Wolsit, die Unternehmung, an der sich später der Unternehmer Franco Tosi aus Legnano beteiligte und den Namen mitbrachte.
Zwischen 1910 und 1968 wurden unter dem Firmennamen auch Motorräder fabriziert. Nach dem Zweiten Weltkrieg war Legnano der zweitgrößte Fahrradhersteller in Italien. Die Räder waren dafür bekannt, dass sie in einem charakteristischen Olivgrün gespritzt waren.

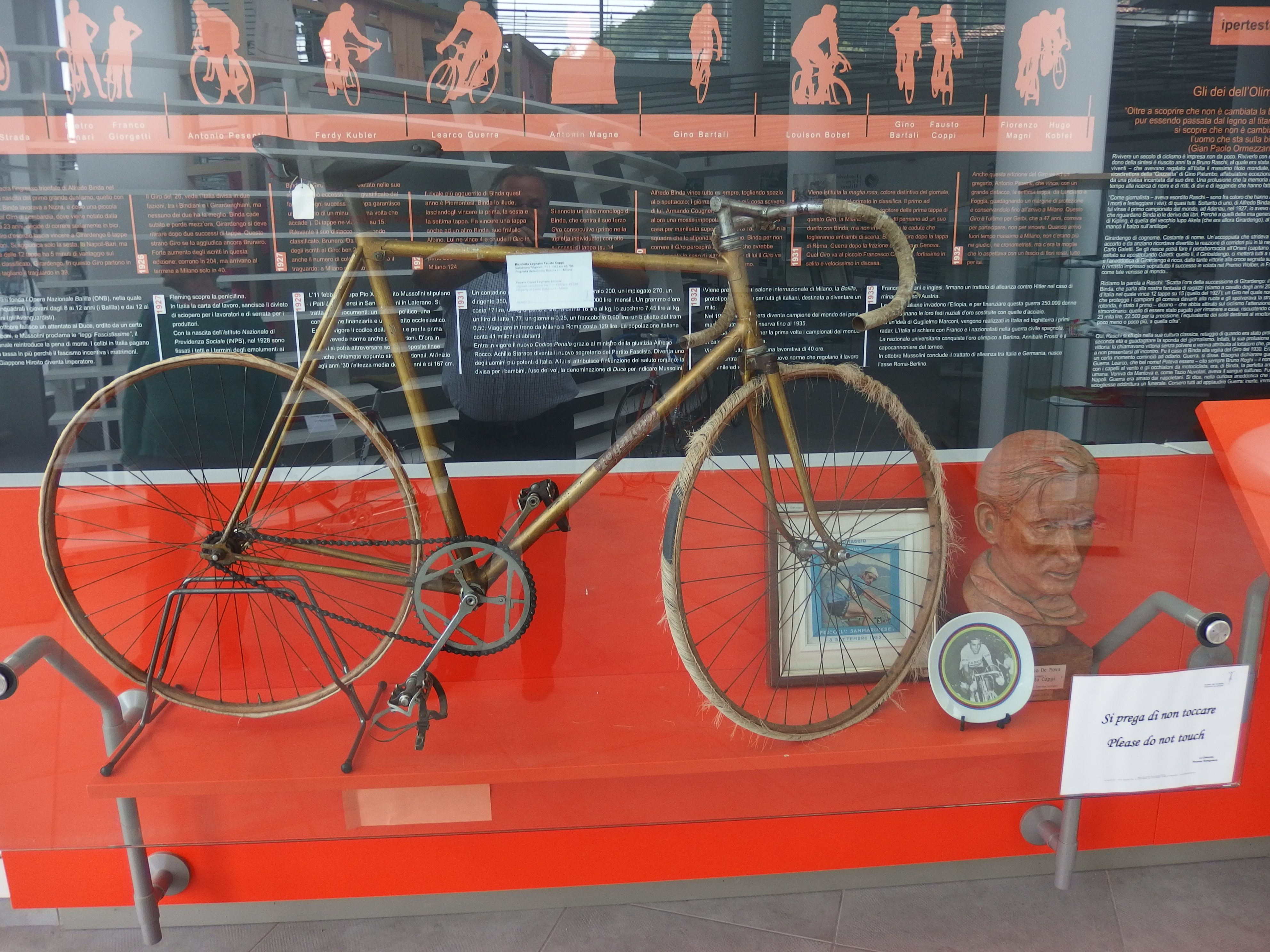
Bahnrad, auf dem Fausto Coppi  1942 auf dem Velodromo Vigarello in Mailand einen Stunden-Weltrekord (45,798 km) aufstellte.
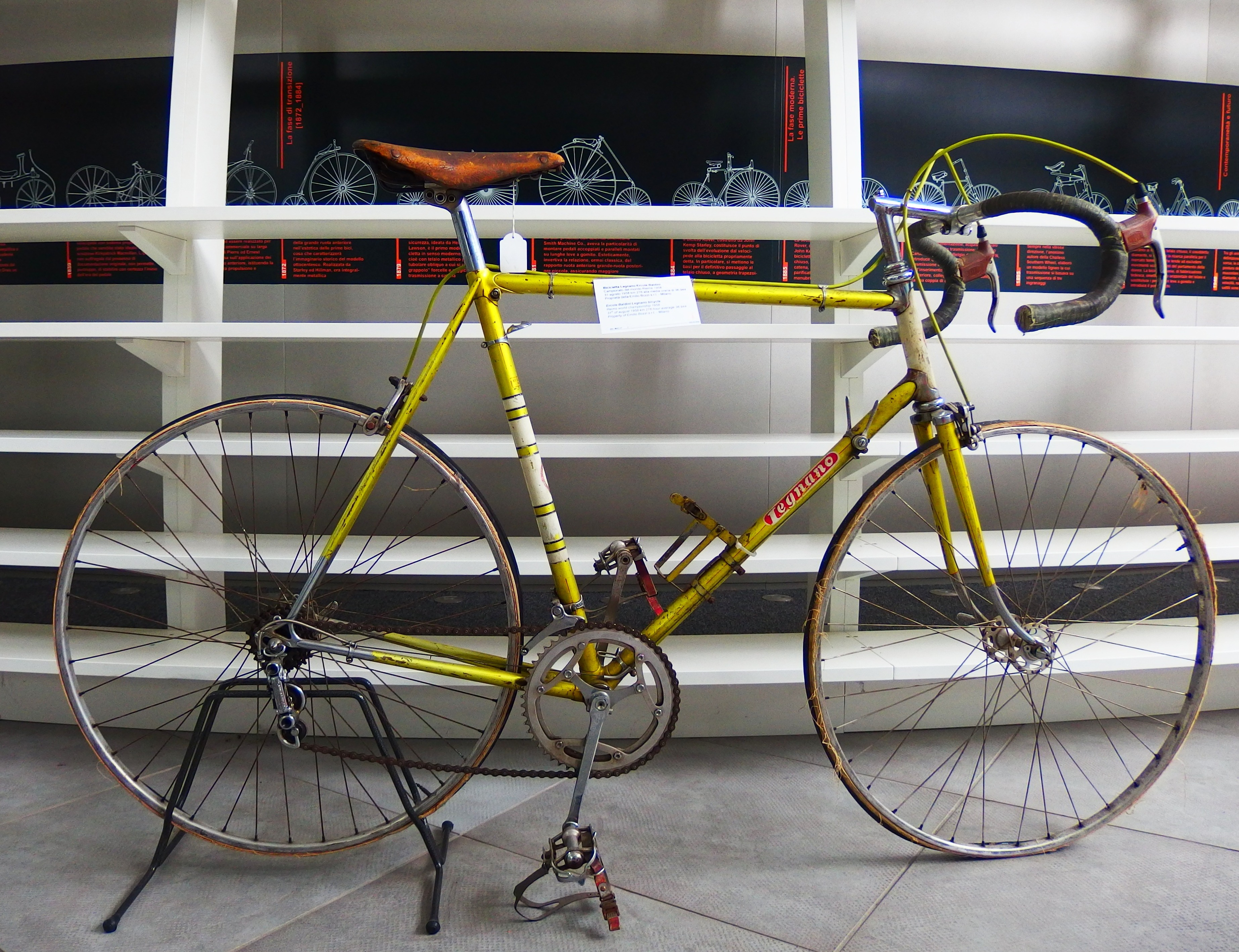
Legnano-Rad, mit dem Ercole Baldini 1958 Straßen-Weltmeister wurde, ausgestellt im Museo del Ciclismo Madonna del Ghisallo
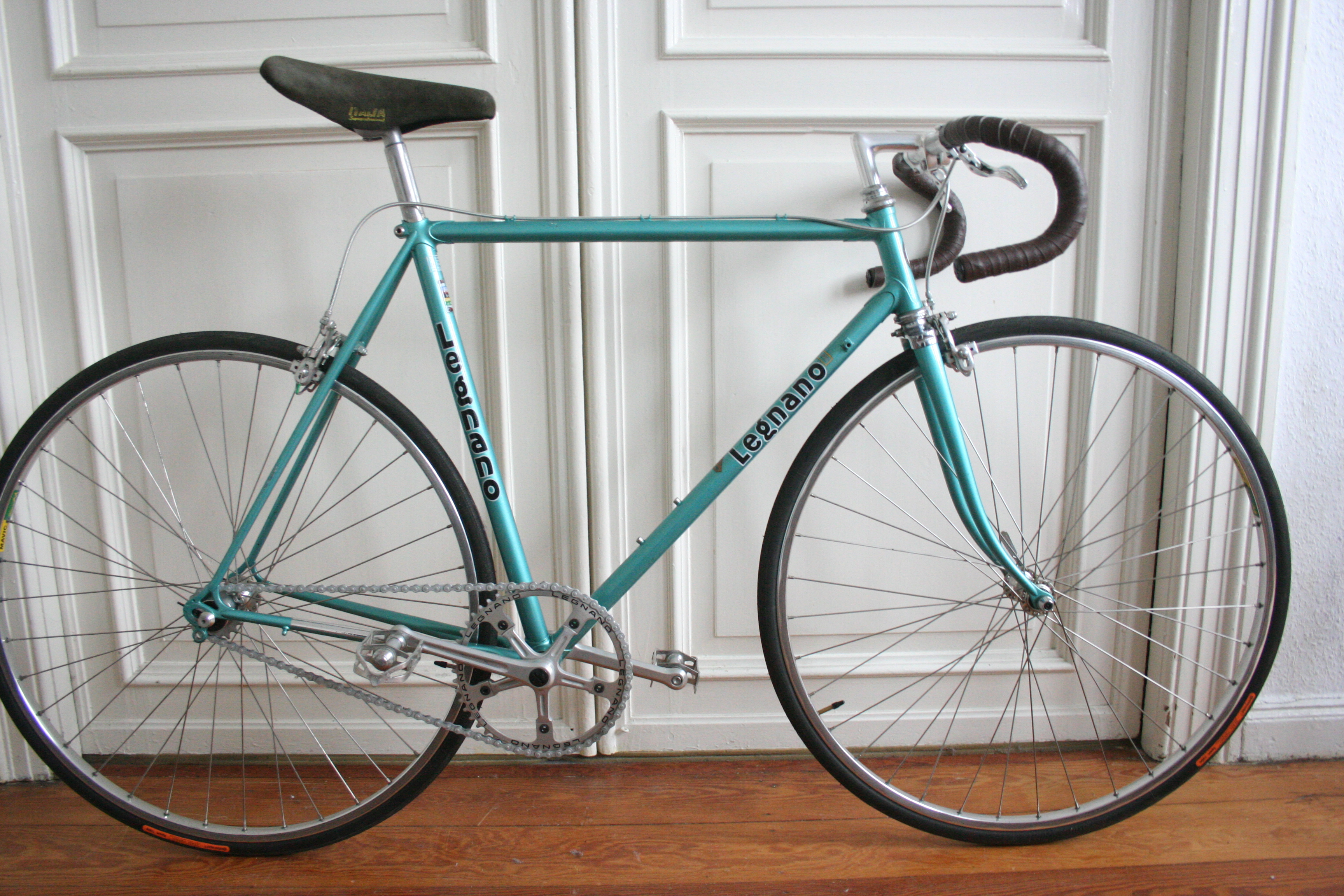
Legnano Rennrad (Singlespeed)

Im Jahr 1987 wurde die Gesellschaft an Bianchi verkauft, inklusive des Sponsorships für das Radsportteam um Maurizio Fondriest. Ab 2011 präsentiert Bianchi und die Gruppe Esperia di Cavarzere auf der Expobici in Padua eine neue Kollektion unter dem Namen Legnano, die unter anderem das Mountanbikemodell Hi-Jump und das Rennrad Gran Premio beinhaltet.

## Erfolge

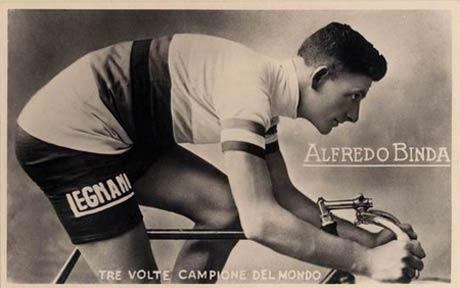
Alfredo Binda am 31. August 1932 in Rom

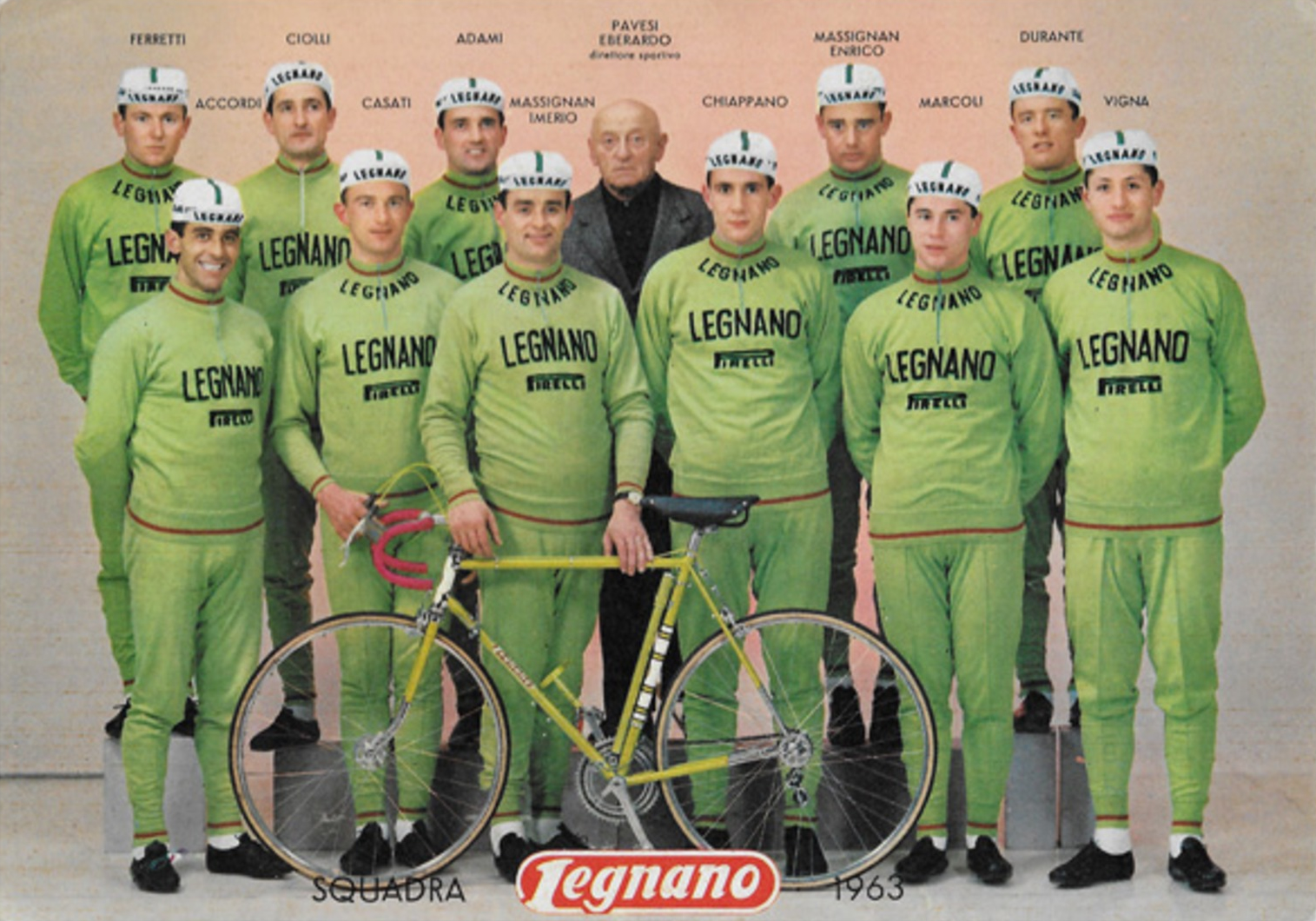
Team Legano 1963

Der Name Legnano ist eng verbunden mit dem Radrennfahrer Gino Bartali, der für das unternehmenseigene Radsportteam fuhr und zweimal auf einem Rad von Legnano die Tour de France gewann. Alfredo Binda wurde 1927 auf dem Nürburgring mit Legnano erster Straßen-Weltmeister der Profis sowie 1932 in Rom. Ebenso fuhr Fausto Coppi einige Zeit Räder der Marke. 1988 erlangte Maurizio Fondriest auf Legnano den dritten Weltmeistertitel der Unternehmensgeschichte.
Bekannte Radrennfahrer auf Legnanorädern
Eine Auswahl der Fahrer des Legnano-Radsportteams (Zeit im Team Legnano):
- Lucien Petit-Breton (1909–1910)
- Giovanni Brunero (1919–1929)
- Gaetano Belloni (1923–1924)
- Alfredo Binda (1925–1928, 1929–1936)
- Luigi Marchisio (1929–1931)
- Learco Guerra (1936–1940)
- Gino Bartali (1936–1945, 1946–1948)
- Fausto Coppi (1939–1942)
- Ercole Baldini (1957–1958)
- Arnaldo Pambianco (1958–1960)
- Imerio Massignan (1959–1963)

## Logo
Das Logo des Unternehmens zeigt, in Anspielung auf die Schlacht von Legnano, Alberto da Giussano als siegreich das Schwert in die Luft hebender Ritter des Lombardenbundes.

## Belege
1. ↑  Daam Van Reeth, Daniel Joseph Larson, 'The Economics of Professional Road Cycling', S. 10 (online)
2. 1 2  Roberto Gurian: Fahrräder. Klassiker-Trends-Visionen. Delius Klasing, Bielefeld 2015, S. 91.
3. ↑  Aili McConnon und Andres McConnon: Road to Valour: Gino Bartali – Tour de France Legend and World War Two Hero. online
4. ↑  Roberto Gurian: Fahrräder. Klassiker-Trends-Visionen. Delius Klasing, Bielefeld 2015, S. 101.
5. ↑  Legnano set to capture the market in 2011 Bianchi.com
6. ↑  Suze Clemitson, P Is For Peloton: The A-Z Of Cycling, S. 16, Bloomsbury Publishing
7. ↑  Simon Martin, Sport Italia: The Italian Love Affair with Sport, I.B.Tauris, 2011, S. 61
8. ↑  Richard Moore und Daniel Benson, Bike!: A Tribute to the World's Greatest Racing Bicycles, Carlton, Vic. : Melbourne University Publishing, 2012
9. ↑  Roberto Gurian: Fahrräder. Klassiker-Trends-Visionen. Delius Klasing, Bielefeld 2015, S. 57.